# أحمد توفيق (لاعب كرة سلة)
أحمد توفيق مواليد 5 نوفمبر 1987، هو لاعب كرة سلة مصري. يلعب مع نادي سبورتنج في الدوري المصري لكرة السلة كلاعب هجوم خلفي. يبلغ طوله 6 قدم 0 بوصة (1.8 م).

## روابط خارجية
- أحمد توفيق (لاعب كرة سلة) على موقع الاتحاد الدولي لكرة السلة (الإنجليزية)